# Marcel Fässler
Marcel Fässler, född den 27 maj 1976 i Einsiedeln, Schweiz, är en schweizisk racerförare.

## Racingkarriär
Fässler blev trea i franska formel Campus 1995, innan han började köra i det Franska F3-mästerskapet, där han 1998 slutade på en fjärde plats totalt. Han gick därefter vidare till det Tyska F3-mästerskapet, där han slutade tvåa 1999.Sedan började Fässler köra i DTM för Mercedes, och han blev fyra under sin debutsäsong 2000. År 2001 tog Fässler sin första seger i serien, samt blev fyra totalt. 2002 gav ännu en fjärdeplats för den jämne Fässler, som vann på A1-Ring efter en total förvirring över stallorder i Mercedesteamet, där Jean Alesi stannade på mållinjen för att ge segern till Bernd Schneider, utan att veta att Schneider hade åkt av. Istället var Fässler den som först korsade mållinjen framför en förbryllad Alesi. Hans sista säsong i Mercedes, 2003, gav ännu en seger, och en tredje plats totalt. Sedan skrev Fässler på för Opel, där han körde i två år med sämre material, och han klarade inte av att vinna något mer i klassen. Efter Opels tillbakadragande efter säsongen 2005 bytte Fässler till sportvagnsracing och GT-bilar, där han bland annat vunnit Le Mans 24-timmars två år i rad.